# Хеба Елмараси
Хеба Елмараси е египетски дипломат.
- Посланик в България от 2005. Мандатът ѝ се характеризира с поставяне на ударение върху обществената активност и културните прояви по линия на българоегипетското сътрудничество, както и с известно текучество в състава на местния персонал на служба в посолството.

Доктор по икономика от Университета в Прага.